# Basil Poledouris
Basilis „Basil“ Konstantine Poledouris (21. srpna 1945 Kansas City, Missouri, USA – 8. listopadu 2006 Los Angeles, Kalifornie, USA) byl americký skladatel filmové hudby.

## Život
Narodil se v Kansas City v americkém státě Missouri. Věřil, že k hudbě ho přivedly dvě okolnosti, a to vliv hudebního skladatele Miklóse Rózsi a řeckého pravoslaví. V mládí byl při mších uchvácen zvukem sborového zpěvu. Od sedmi let se učil hrát na klavír. Studoval na "Univerzitě Jižní Kalifornie" obory film a hudba a v univerzitních archívech je ještě dodnes uloženo několik jeho krátkých filmů. Na studiích se seznámil s režiséry Johnem Miliusem a Randalem Kleiserem, s nimiž později jako skladatel spolupracoval. V roce 1985 složil hudbu k filmu Flesh & Blood pro režiséra Paula Verhovena, což byl počátek jejich budoucí spolupráce na dalších dílech.
Oženil se v roce 1969 a s manželkou Bobbie měl dvě dcery Zoë a Alexis. Starší dcera Zoë Poledouris je herečka a také skladatelka filmové hudby, příležitostně s otcem na některých projektech spolupracovala (např. na hudbě k Hvězdné pěchotě). Poslední čtyři roky Basil Poledouris strávil na ostrově Vashon ve státě Washington a zemřel 9. listopadu 2006 v Los Angeles ve státě Kalifornie ve věku 61 let na zdravotní komplikace zapříčiněné rakovinou.

## Dílo
Byl znám svým stylem mohutné epické orchestrální kompozice a užitím složitých tematických vzorů. Na svoje dílo upozornil zejména hudbou k filmům Modrá laguna (1980, režie Randal Kleiser), Barbar Conan (1982, režie John Milius), Ničitel Conan (1984, režie Richard Fleischer), Rudý úsvit (1984, režie John Milius), RoboCop (1987, režie Paul Verhoeven), Hon na ponorku (1990, režie John McTiernan), Zachraňte Willyho! (1993, režie Simon Wincer) a další pokračování, Hvězdná pěchota (1997, režie Paul Verhoeven) a Hra snů (1999, režie Sam Raimi). Hudba k filmu Barbar Conan je mnohými považována za jeden z nejlepších soundtracků všech dob. Také se podílel na přípravě zahájení Letních olympijských her v roce 1996 v Atlantě.
Ve Venice u Los Angeles založil vlastní studio Blowtorch Flats, které se zabývalo profesionální mixáží pro film a další média.
Jako herec se objevil v drobných epizodních rolích ve třech dílech seriálu Star Trek (1967–1968).